# Municipio de Butler (Illinois)
El municipio de Butler (en inglés: Butler Township) es un municipio ubicado en el condado de Vermilion en el estado estadounidense de Illinois. En el año 2010 tenía una población de 992 habitantes y una densidad poblacional de 5,33 personas por km².

## Geografía
El municipio de Butler se encuentra ubicado en las coordenadas 40°25′50″N 87°50′51″O / 40.43056, -87.84750. Según la Oficina del Censo de los Estados Unidos, el municipio tiene una superficie total de 186.26 km², de la cual 186,25 km² corresponden a tierra firme y (0 %) 0.01 km² es agua.

## Demografía
Según el censo de 2010, había 992 personas residiendo en el municipio de Butler. La densidad de población era de 5,33 hab./km². De los 992 habitantes, el municipio de Butler estaba compuesto por el 93,15 % blancos, el 0,6 % eran afroamericanos, el 0,3 % eran asiáticos, el 4,03 % eran de otras razas y el 1,92 % eran de una mezcla de razas. Del total de la población el 6,65 % eran hispanos o latinos de cualquier raza.